# Henri Franklin-Bouillon
Henri Franklin-Bouillon est un homme politique français né à Saint-Hélier (île de Jersey) le 3 septembre 1870 et mort à Paris 7e le 12 novembre 1937.

## Professeur et journaliste
Fils d'Henry Bouillon, ancien fonctionnaire républicain, proscrit après le coup d'État de Louis-Napoléon Bonaparte, et de la jersiaise Henriette Baudains, il rencontre Victor Hugo dès son enfance. Rentré en France en 1878, il fait ses études à Caen, puis à Paris, où il devient agrégé d'anglais. Il enseigne à Londres, avant devenir journaliste pour la presse française. Il est correspondant de guerre pendant la guerre du Soudan, puis pendant la guerre gréco-turque (1897). De novembre 1908 à juin 1909, il est le directeur-administrateur du journal Le Radical.
Bien qu'élu député dès 1910, et en dépit de ses problèmes de santé, il s'engage pendant la Première Guerre mondiale, de 1914 à 1917.

## Radical unioniste
Membre du Parti radical-socialiste, Henri Franklin-Bouillon y représente l'aile droite, hostile au communisme et au socialisme, et très favorable à l'Union nationale. Ces positions le conduisent à quitter en 1927 le Parti radical pour créer la Fédération radicale indépendante de Seine-et-Oise. Il constitue à l'Assemblée nationale le groupe parlementaire de la Gauche sociale et radicale (ou Gauche unioniste et sociale) puis élargit son assise en lançant les Comités radicaux unionistes. Après sa mort, son principal lieutenant, Pierre Cathala, crée un Parti radical indépendant.

## Carrière ministérielle et diplomatique
Il est ministre d'État de septembre à novembre 1917 dans le gouvernement conduit par Paul Painlevé. Par la suite, il accomplit diverses missions diplomatiques pour la France en direction de la Turquie ; il contribue, avec les représentants français d'Istanbul, à faire évoluer la position française vis-à-vis des kémalistes. Il rencontre en 1921 Mustafa Kemal dont il devient un proche après avoir signé avec lui, en octobre 1921, le traité d'Ankara, première reconnaissance de jure de la nouvelle Turquie par un Etat occidental (elle avait été reconnue de facto par la France avec l'armistice de mai 1920, par les autres puissances occidentales à la conférence de Londres, en mars 1921, et de jure par la Russie soviétique en décembre 1920, par le traité de Gümrü).

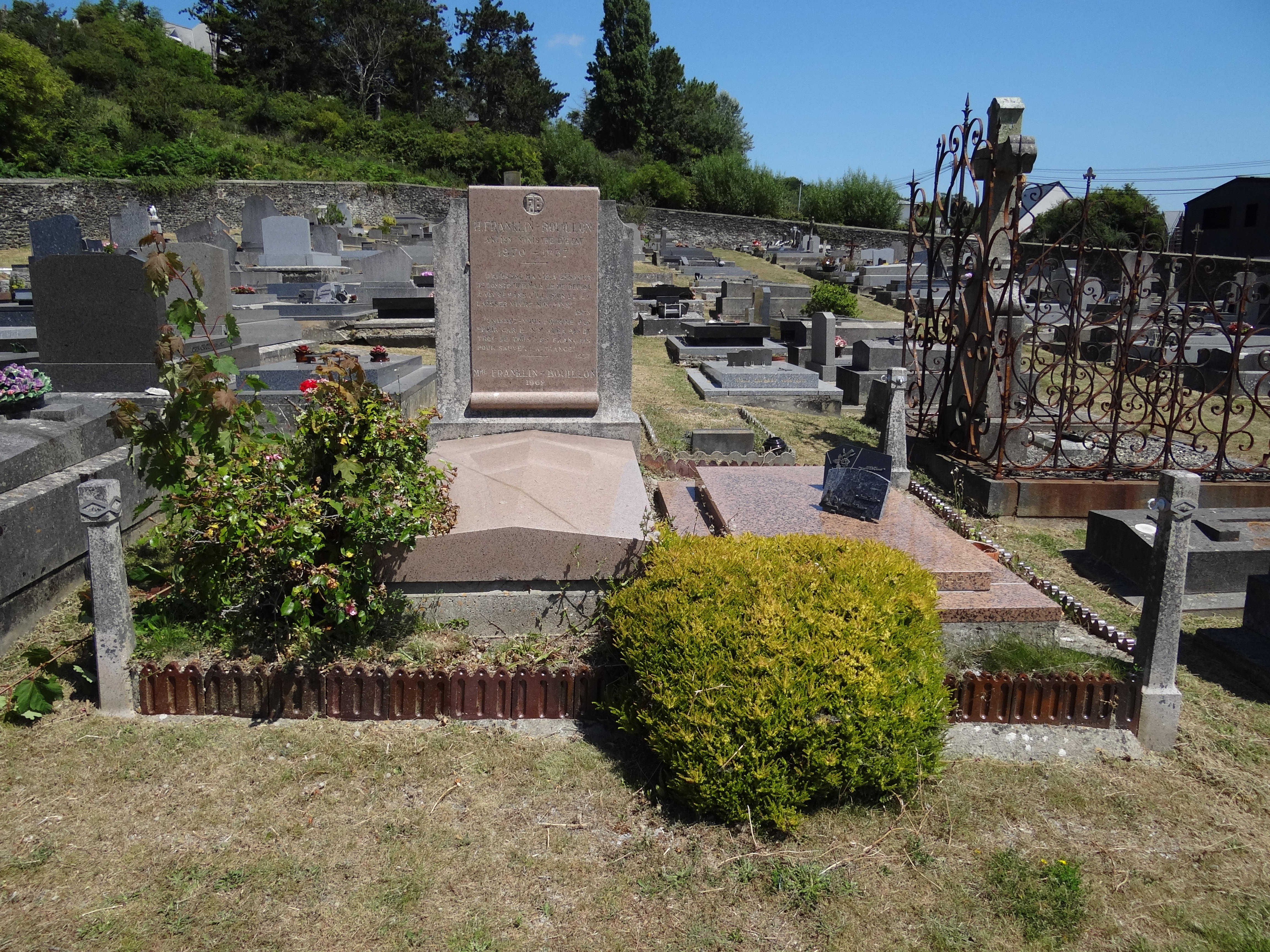
La tombe d'Henry Franklin-Bouillon au cimetière de Carteret à Barneville-Carteret (Manche).

## Fonctions et mandats
- Ministre d'État, membre du comité de Guerre du 27 septembre au 16 novembre 1917 dans le gouvernement Paul Painlevé (1)
- Député radical-socialiste puis social-radical de Seine-et-Oise, élu de la 1re circonscription de Pontoise, de 1910 à 1936, date à laquelle il est battu par le communiste Alexandre Prachay.

Il était surnommé par Clemenceau "Washington Potage".

## Sources
- « Henri Franklin-Bouillon », dans le Dictionnaire des parlementaires français (1889-1940), sous la direction de Jean Jolly, PUF, 1960 [détail de l’édition]